# 南海トラフ地震に関連する情報

南海トラフ地震に関連する情報（なんかいトラフじしんにかんれんするじょうほう、英: Nankai Trough Earthquake Information）は、南海トラフ巨大地震を念頭に、南海トラフ全域を対象に地震発生の可能性の高まりについて気象庁が発表する情報。気象庁は、それまで東海地震に限定していた警戒体制（東海地震に関連する情報）を改めて、2017年11月1日に「南海トラフ地震に関連する情報（臨時）」および「南海トラフ地震に関連する情報（定例）」の運用を開始した。その後2019年5月31日には、「南海トラフ地震臨時情報（英: Nankai Trough Earthquake Extra Information）」および「南海トラフ地震関連解説情報（英: Nankai Trough Earthquake-Related Commentary）」に改められた。想定震源域での大規模地震の発生のほか、ひずみ計により観測されるゆっくりすべりなどの特異な現象を発表基準の対象としている。

## 情報の種類・発表の条件
| 情報名                     | 情報発表条件 |
| -------------------------- | --- |
| 南海トラフ地震臨時情報     | 南海トラフ沿いで異常な現象が観測され、その現象が南海トラフ沿いの大規模な地震と関連するかどうか調査を開始した場合、または調査を継続している場合。もしくは観測された異常な現象の調査結果を発表する場合。 |
| 南海トラフ地震関連解説情報 | 観測された異常な現象の調査結果を発表した後の状況の推移等を発表する場合。もしくは「南海トラフ沿いの地震に関する評価検討会」の定例会合における調査結果を発表する場合（ただし南海トラフ地震臨時情報を発表する場合を除く）。すでに必要な防災対応がとられている際は、調査を開始した旨や調査結果を南海トラフ地震関連解説情報で発表する場合がある。 |

### 臨時情報に付記するキーワード
南海トラフ地震臨時情報は、以下のいずれかのキーワードを付して「南海トラフ地震臨時情報（調査中）」といった形で発表される。
| キーワード   | 付記条件 |
| ------------ | --- |
| 調査中       | 下記のいずれかにより、臨時に「南海トラフ沿いの地震に関する評価検討会」を開催する場合。 - 監視領域内において、気象庁マグニチュード6.8以上の地震が発生 - ひずみ計で南海トラフ地震との関連性の検討が必要と認められる変化を観測（後述） - その他、想定震源域内のプレート境界の固着状態の変化を示す可能性のある現象が観測されるといった、南海トラフ地震との関連性の検討が必要と認められる現象を観測 |
| 巨大地震警戒 | 想定震源域内のプレート境界において、モーメントマグニチュード8.0以上の地震が発生したと評価した場合。 |
| 巨大地震注意 | 下記のいずれかの場合。 - 監視領域内において、モーメントマグニチュード7.0以上の地震が発生したと評価（巨大地震警戒に該当する場合は除く） - 想定震源域内のプレート境界面において、通常と異なるゆっくりすべりが発生したと評価 |
| 調査終了     | 巨大地震警戒、巨大地震注意のいずれにも当てはまらない現象と評価した場合。 |

なお、南海トラフ臨時情報の発表に伴う防災対応の呼びかけについては実施期間の目安が定められているが（後述）、臨時情報そのものは発表のみであり、「解除」はない。

## ひずみ計による観測

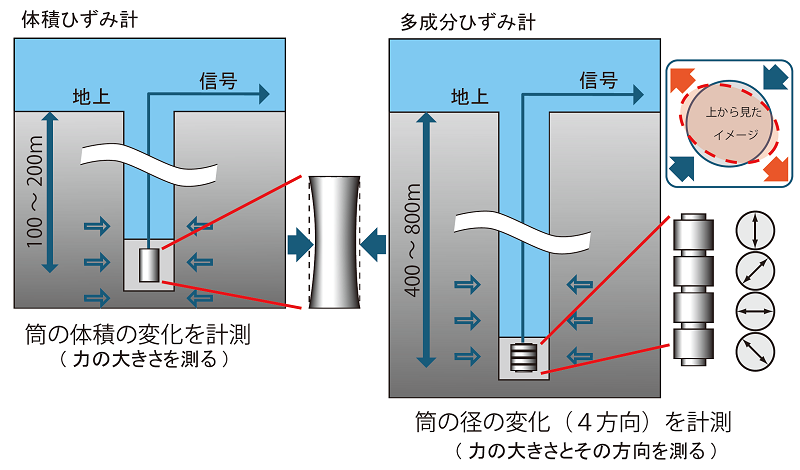
体積ひずみ計と多成分ひずみ計

気象庁が南海トラフ地震の観測に用いるひずみ計は、地下の岩盤の伸び縮みを観測できる地殻変動の観測装置で、ボアホールと呼ばれる直径15センチメートル程度の縦穴を数百メートル掘削した底面部に、円筒形の検出部が埋設されている。プレート境界のゆっくりすべりなどに伴うごくわずかな岩盤の伸び縮みを捉えるため、ひずみ計は岩盤の伸び縮みを10億分の1の相対変化まで測定が可能な精度となっている。
ひずみ計には、岩盤の伸び縮みによる検出部の体積の変化を測定する体積ひずみ計と、検出部の異なる4つの方位の直径の変化を測定する多成分ひずみ計が用いられている。前者は変化の大きさを測定することができ、後者はそれに加えて方向ごとの変化量も測定することができる。
ひずみ計によって観測された地殻変動の変動量の大きさは、3段階の異常レベルと比較して異常監視を行っている。レベル値は数字が大きいほど異常の程度が高いことを示し、平常時におけるデータのゆらぎの一定時間内での変化速度についての出現頻度に関する調査に基づき、観測点毎（体積ひずみ計）、成分毎（多成分ひずみ計）に設定されている。
| 異常レベル | 設定値                                                         |
| ---------- | -------------------------------------------------------------- |
| レベル1    | 平常時のデータのゆらぎの中において、1年に1 - 2回現れる程度の値 |
| レベル2    | レベル1の1.5 - 1.8倍の値                                       |
| レベル3    | レベル1の2倍の値                                               |

### ひずみ計観測による調査開始の条件
「南海トラフ地震臨時情報（調査中）」の発表条件のうち、ひずみ計で観測される南海トラフ地震との関連性の検討が必要と認められる変化については、以下のようなものがある。
- 1か所以上のひずみ計での有意な変化
  - レベル3に相当する変化が観測された場合
- 他の複数の観測点でも有意な変化に関係すると思われる変化が観測
  - 「有意な変化」と同時期に、周辺の複数の観測点でレベル1以上の変化が観測
- 想定震源域内のプレート境界で通常と異なるゆっくりすべりが発生している可能性がある場合
  - 従来から観測されている短期的なゆっくりすべりとは異なる、プレート境界におけるゆっくりすべり

### ひずみ計観測点
南海トラフ地震に関連する情報の発表にあたり、気象庁が調査を開始する対象となる現象を判断する際に用いているひずみ観測点は、2022年1月現在、東海地域、近畿地域及び四国地域に設置されている以下の39点である。
| 所在地   | 所在地       | 観測点名       | ひずみ計種別 | 設置機関           |
| -------- | ------------ | -------------- | ------------ | ------------------ |
| 静岡県   | 浜松市浜名区 | 浜松三ヶ日     | 体積         | 気象庁             |
| 静岡県   | 浜松市天竜区 | 浜松横川       | 体積         | 気象庁             |
| 静岡県   | 浜松市天竜区 | 浜松佐久間     | 多成分       | 気象庁             |
| 静岡県   | 浜松市浜名区 | 浜松宮口       | 多成分       | 気象庁             |
| 静岡県   | 掛川市       | 掛川富部       | 多成分       | 気象庁             |
| 静岡県   | 掛川市       | 掛川高天神     | 多成分       | 気象庁             |
| 静岡県   | 御前崎市     | 御前崎大山     | 体積         | 気象庁             |
| 静岡県   | 御前崎市     | 御前崎佐倉     | 体積         | 気象庁             |
| 静岡県   | 牧之原市     | 牧之原坂部     | 体積         | 気象庁             |
| 静岡県   | 島田市       | 島田川根       | 体積         | 気象庁             |
| 静岡県   | 静岡市葵区   | 静岡漆山       | 体積         | 気象庁             |
| 静岡県   | 静岡市葵区   | 静岡落合       | 多成分       | 気象庁             |
| 静岡県   | 静岡市清水区 | 静岡但沼       | 体積         | 気象庁             |
| 静岡県   | 藤枝市       | 藤枝花倉       | 体積         | 気象庁             |
| 静岡県   | 藤枝市       | 藤枝蔵田       | 多成分       | 気象庁             |
| 静岡県   | 浜松市天竜区 | 浜松春野       | 多成分       | 静岡県             |
| 静岡県   | 川根本町     | 川根本町東藤川 | 多成分       | 静岡県             |
| 静岡県   | 南伊豆町     | 南伊豆入間     | 体積         | 気象庁             |
| 静岡県   | 熱海市       | 熱海下多賀     | 体積         | 気象庁             |
| 静岡県   | 富士市       | 富士鵜無ケ淵   | 体積         | 気象庁             |
| 静岡県   | 伊豆市       | 伊豆小下田     | 体積         | 気象庁             |
| 静岡県   | 東伊豆町     | 東伊豆奈良本   | 体積         | 気象庁             |
| 長野県   | 売木村       | 売木岩倉       | 多成分       | 気象庁             |
| 愛知県   | 田原市       | 田原福江       | 体積         | 気象庁             |
| 愛知県   | 田原市       | 田原高松       | 多成分       | 気象庁             |
| 愛知県   | 新城市       | 新城浅谷       | 多成分       | 気象庁             |
| 愛知県   | 蒲郡市       | 蒲郡清田       | 体積         | 気象庁             |
| 愛知県   | 豊橋市       | 豊橋多米       | 体積         | 産業技術総合研究所 |
| 愛知県   | 豊田市       | 豊田神殿       | 体積         | 産業技術総合研究所 |
| 愛知県   | 西尾市       | 西尾善明       | 体積         | 産業技術総合研究所 |
| 三重県   | 津市         | 津安濃         | 体積         | 産業技術総合研究所 |
| 三重県   | 熊野市       | 熊野磯崎       | 体積         | 産業技術総合研究所 |
| 和歌山県 | 田辺市       | 田辺本宮       | 体積         | 産業技術総合研究所 |
| 和歌山県 | 串本町       | 串本津荷       | 体積         | 産業技術総合研究所 |
| 高知県   | 室戸市       | 室戸岬         | 体積         | 産業技術総合研究所 |
| 高知県   | 須崎市       | 須崎大谷       | 体積         | 産業技術総合研究所 |
| 高知県   | 土佐清水市   | 土佐清水松尾   | 体積         | 産業技術総合研究所 |
| 愛媛県   | 新居浜市     | 新居浜黒島     | 体積         | 産業技術総合研究所 |
| 愛媛県   | 西予市       | 西予宇和       | 体積         | 産業技術総合研究所 |

このほか、産業技術総合研究所（産総研）が設置しているひずみ計のうち、九州地域に新たに設置される大分県佐伯市蒲江・宮崎県延岡市北方町の観測点を今後気象庁の観測対象点に追加する予定である。

## 発表時の対応
以下は、2021年5月に内閣府が公表した「南海トラフ地震の多様な発生形態に備えた防災対応検討ガイドライン 第1版」による。
内閣府が、南海トラフ沿いで観測されうる異常な現象のうち、防災対応を検討するべきものとして挙げているのは以下3つのケースについてである。
- 半割れ（大規模地震）／被害甚大ケース
- 一部割れ（前震可能性地震）／被害限定ケース
- ゆっくりすべり／被害なしケース

### 半割れケース
半割れケースは、南海トラフの想定震源域内の領域で大規模地震が発生し、残りの領域で大規模地震発生の可能性が相対的に高まったと評価された場合を想定する。具体的には、
- 南海トラフ地震の想定震源域内のプレート境界において、モーメントマグニチュード8.0以上の地震が発生した場合

が該当する。
半割れケースの場合、地震発生から数十分程度で「南海トラフ地震臨時情報（調査中）」が発表され、数時間程度で「南海トラフ地震臨時情報（巨大地震警戒）」が発表されるとしている。なお、検討が2時間程度以上に及ぶ場合など、必要に応じて「南海トラフ地震臨時情報（調査中）」を適宜発表し、引き続き調査中である旨を伝える場合がある。
南海トラフ地震臨時情報（巨大地震警戒）が発表された場合、緊急災害対策本部長から南海トラフ地震防災対策推進地域（以下、推進地域）内の都府県知事及び市町村長への指示、内閣総理大臣から国民に対する周知等を実施する（巨大地震警戒対応）。
その後も、気象庁から適宜「南海トラフ地震関連解説情報」が発表される。後発地震が発生しないまま1週間が経過した場合、国は、後発地震に対して警戒する措置を解除し、さらに1週間、後発地震に対して注意する措置をとる旨、呼びかける（巨大地震注意対応）。後発地震が発生しないままさらに1週間が経過した場合、国から、後発地震に対して注意する措置を解除し、通常の生活に戻る旨、呼びかける。

#### 住民の対応

##### 地震への備え
南海トラフ地震臨時情報（巨大地震警戒）が発表された場合、日頃からの地震への備えを再確認することにより、後発地震が発生した場合に被害軽減や迅速な避難行動が図られるようにする必要がある。また、日常生活を行いつつ、一定期間、できるだけ安全な行動をとることが重要であるとしている。
以上の対応は、巨大地震警戒対応や巨大地震注意対応が必要な2週間程度としている。

##### 後続地震の津波に対する事前避難
南海トラフ巨大地震において、陸上において津波により30cm以上の浸水が地震発生から30分以内に生じる地域等の市町村を「南海トラフ地震津波避難対策特別強化地域」（以下、津波避難対策特別強化地域）としている。
半割れケースの場合、M8.0以上の地震の発生直後に、震源域から離れた地域を含めて南海トラフ沿いの全域の沿岸部に対して大津波警報または津波警報が発表され、津波浸水想定区域内の住民等は避難指示などが発令され避難行動を開始しているとされる。そのうえで、さらに後続の地震発生に備え、最初の地震に対する避難後に自宅等に戻らず、引き続き、避難を継続する必要がある場合がある。
後続地震による津波に対する避難について、揺れが収まってからの避難開始時間や移動速度などから、想定最大クラス（M9クラス）の地震に対しての避難可能範囲を各自治体が事前に算出することとしている。その際、避難者については、移動速度を考慮して「健常者」「要配慮者」別に検討することを基本としている。算出された津波浸水想定区域から避難可能範囲を除いた地域を含む単位全体、すなわち地震発生後に避難を開始した場合に津波からの避難が間に合わないとされる地域を「事前避難対象地域」とする。事前避難対象地域には、要配慮者のみ避難を要する「高齢者等事前避難対象地域」と、健常者も含む地域のすべての住民が避難を要する「住民事前避難対象地域」が含まれる。
最初の地震に伴う大津波警報または津波警報が津波注意報に切り替えられた後、仮に後続地震が発生した場合に要配慮者においても避難が可能な地域については避難指示を解除する。高齢者等事前避難対象地域に対しては、高齢者等避難を発令し、要配慮者は避難を継続する。住民事前避難対象地域に対しては、避難指示を発令し全住民は避難を継続する、としている。
以上の事前避難の対応は、巨大地震警戒対応が必要な1週間程度としている。

#### 企業の対応
南海トラフ地震臨時情報（巨大地震警戒）が発表された場合、同地震に関する事業継続計画（BCP）を確認し、日頃からの地震への備えの再確認、後発地震に備えて警戒または注意した防災対応を取ること等を通じて、人的・物的被害の軽減を図ることとしている。
また同情報発表時は、被災地域以外ではライフラインは原則として継続され通常の社会活動が営まれるが、事前避難対象地域には後発地震に備えた1週間程度の避難指示が発令される。このため、対象地域に居住する従業員が避難所等で避難生活を送っていることや学校の臨時休業や一部の交通機関の停止等により、出勤可能な従業員が減少すること、対象地域や被災地域に位置する取引先の事業停止等により、必要な経営資源の調達が困難となることが想定される。そのうえで、必要な事業を継続するための措置を講じ、施設及び設備等の点検や従業員等の安全確保に努め、状況に応じて地震に備えて普段以上に警戒を行う事や、地域への貢献を行うこととしている。また企業内等での情報伝達や、防災対応の実施に必要な要員の確保も行うとしている。

### 一部割れケース・ゆっくりすべりケース
一部割れケースは、南海トラフ沿いで大規模地震に比べて一回り小さい地震（M7クラス）が発生した場合を想定する。具体的には、
- 南海トラフ地震の想定震源域内のプレート境界においてM7.0以上、M8.0未満の地震が発生した場合
- 想定震源域のプレート境界以外や、想定震源域の海溝軸外側50km程度までの範囲で発生したＭ7.0以上の地震

が該当する。
ゆっくりすべりケースは、ひずみ計等で有意な変化として捉えられる、短い期間にプレート境界の固着状態が明らかに変化しているような通常とは異なるゆっくりすべりが観測された場合を想定する。そのような現象が観測された場合に、大規模地震発生の可能性が相対的に高まったと評価するとしている。
いずれのケースにおいても、地震発生時点またはひずみ計の変化が気象庁の調査開始基準に到達した時点から数十分程度で「南海トラフ地震臨時情報（調査中）」が発表され、数時間程度で「南海トラフ地震臨時情報（巨大地震注意）」が発表されるとしている。
南海トラフ地震臨時情報（巨大地震注意）が発表された場合、国から、国民に対して注意する措置をとる旨の呼びかけ等を実施する。その後も、気象庁から適宜「南海トラフ地震関連解説情報」が発表される。後発地震が発生しないまま1週間（ゆっくりすべりケースの場合は、すべりの変化が収まってから変化していた期間と概ね同程度の期間）が経過した場合、国から、後発地震に対して注意する措置を解除し、通常の生活に戻る旨、呼びかける。 

#### 住民・企業の対応
南海トラフ地震臨時情報（巨大地震注意）が発表された場合、住民や企業は、個々の状況に応じて、日頃からの地震への備えを再確認する等を中心とした防災対応（巨大地震注意対応）を取るとしている。南海トラフ地震臨時情報（巨大地震警戒）の発表時とは異なり、住民の事前避難などは行わない。

## 対象地域

### 南海トラフ地震防災対策推進地域
南海トラフ地震臨時情報発表によって防災対応が必要とされる地域は、巨大地震警戒・巨大地震注意のいずれの場合でも南海トラフ地震防災対策推進地域（推進地域）を基本とする。推進地域は、南海トラフ地震に係る地震防災対策の推進に関する特別措置法（南海トラフ特措法）第3条により「南海トラフ地震が発生した場合に著しい地震災害が生ずるおそれがあるため、地震防災対策を推進する必要がある地域」として定義されており、
- 震度6弱以上が予想される地域
- 津波高3 m以上で海岸堤防が低い地域
- 防災体制の確保、過去の被災履歴への配慮

のいずれかに該当することが、指定の基準となっている。
推進地域は、以下の29都府県の707市町村である。
| 都道府県 | 市町村 |
| -------- | --- |
| 茨城県   | 水戸市、日立市、ひたちなか市、鹿嶋市、神栖市、鉾田市、大洗町、東海村 |
| 千葉県   | 銚子市、館山市、旭市、勝浦市、鴨川市、富津市、南房総市、匝瑳市、山武市、いすみ市、大網白里市、九十九里町、横芝光町、一宮町、長生村、白子町、御宿町、鋸南町 |
| 東京都   | 大島町、利島村、新島村、神津島村、三宅村、御蔵島村、八丈町、青ヶ島村、小笠原村 |
| 神奈川県 | 横浜市、横須賀市、平塚市、鎌倉市、藤沢市、小田原市、茅ヶ崎市、逗子市、三浦市、秦野市、厚木市、伊勢原市、海老名市、座間市、南足柄市、葉山町、寒川町、大磯町、二宮町、中井町、大井町、松田町、山北町、開成町、箱根町、真鶴町、湯河原町 |
| 山梨県   | 甲府市、富士吉田市、都留市、山梨市、大月市、韮崎市、南アルプス市、北杜市、甲斐市、笛吹市、上野原市、甲州市、中央市、市川三郷町、早川町、身延町、南部町、富士川町、昭和町、道志村、西桂町、忍野村、山中湖村、鳴沢村、富士河口湖町 |
| 長野県   | 岡谷市、飯田市、諏訪市、伊那市、駒ヶ根市、茅野市、川上村、南牧村、下諏訪町、富士見町、原村、辰野町、箕輪町、飯島町、南箕輪村、中川村、宮田村、松川町、高森町、阿南町、阿智村、平谷村、根羽村、下條村、売木村、天龍村、泰阜村、喬木村、豊丘村、大鹿村、上松町、南木曽町、大桑村、木曽町 |
| 岐阜県   | 岐阜市、大垣市、多治見市、関市、中津川市、美濃市、瑞浪市、羽島市、恵那市、美濃加茂市、土岐市、各務原市、可児市、山県市、瑞穂市、本巣市、郡上市、下呂市、海津市、岐南町、笠松町、養老町、垂井町、関ケ原町、神戸町、輪之内町、安八町、揖斐川町、大野町、池田町、北方町、坂祝町、富加町、川辺町、七宗町、八百津町、白川町、東白川村、御嵩町 |
| 静岡県   | 全域（静岡市、浜松市、沼津市、熱海市、三島市、富士宮市、伊東市、島田市、富士市、磐田市、焼津市、掛川市、藤枝市、御殿場市、袋井市、下田市、裾野市、湖西市、伊豆市、御前崎市、菊川市、伊豆の国市、牧之原市、東伊豆町、河津町、南伊豆町、松崎町、西伊豆町、函南町、清水町、長泉町、小山町、吉田町、川根本町、森町） |
| 愛知県   | 全域（名古屋市、豊橋市、岡崎市、一宮市、瀬戸市、半田市、春日井市、豊川市、津島市、碧南市、刈谷市、豊田市、安城市、西尾市、蒲郡市、犬山市、常滑市、江南市、小牧市、稲沢市、新城市、東海市、大府市、知多市、知立市、尾張旭市、高浜市、岩倉市、豊明市、日進市、田原市、愛西市、清須市、北名古屋市、弥富市、みよし市、あま市、長久手市、東郷町、豊山町、大口町、扶桑町、大治町、蟹江町、飛島村、阿久比町、東浦町、南知多町、美浜町、武豊町、幸田町、設楽町、東栄町、豊根村） |
| 三重県   | 全域（津市、四日市市、伊勢市、松阪市、桑名市、鈴鹿市、名張市、尾鷲市、亀山市、鳥羽市、熊野市、いなべ市、志摩市、伊賀市、木曽岬町、東員町、菰野町、朝日町、川越町、多気町、明和町、大台町、玉城町、度会町、大紀町、南伊勢町、紀北町、御浜町、紀宝町） |
| 滋賀県   | 全域（大津市、彦根市、長浜市、近江八幡市、草津市、守山市、栗東市、甲賀市、野洲市、湖南市、高島市、東近江市、米原市、日野町、竜王町、愛荘町、豊郷町、甲良町、多賀町） |
| 京都府   | 京都市、宇治市、亀岡市、城陽市、向日市、長岡京市、八幡市、京田辺市、南丹市、木津川市、大山崎町、久御山町、井手町、宇治田原町、笠置町、和束町、精華町、南山城村 |
| 大阪府   | 大阪市、堺市、岸和田市、豊中市、池田市、吹田市、泉大津市、高槻市、貝塚市、守口市、枚方市、茨木市、八尾市、泉佐野市、富田林市、寝屋川市、河内長野市、松原市、大東市、和泉市、箕面市、柏原市、羽曳野市、門真市、摂津市、高石市、藤井寺市、東大阪市、泉南市、四條畷市、交野市、大阪狭山市、阪南市、島本町、豊能町、忠岡町、熊取町、田尻町、岬町、太子町、河南町、千早赤阪村                                                                                                 |
| 兵庫県   | 神戸市、姫路市、尼崎市、明石市、西宮市、洲本市、芦屋市、伊丹市、相生市、加古川市、赤穂市、宝塚市、三木市、高砂市、川西市、小野市、加西市、南あわじ市、淡路市、加東市、たつの市、稲美町、播磨町、太子町 |
| 奈良県   | 全域（奈良市、大和高田市、大和郡山市、天理市、橿原市、桜井市、五條市、御所市、生駒市、香芝市、葛城市、宇陀市、山添村、平群町、三郷町、斑鳩町、安堵町、川西町、三宅町、田原本町、曽爾村、御杖村、高取町、明日香村、上牧町、王寺町、広陵町、河合町、吉野町、大淀町、下市町、黒滝村、天川村、野迫川村、十津川村、下北山村、上北山村、川上村、東吉野村） |
| 和歌山県 | 全域（和歌山市、海南市、橋本市、有田市、御坊市、田辺市、新宮市、紀の川市、岩出市、紀美野町、かつらぎ町、九度山町、高野町、湯浅町、広川町、有田川町、美浜町、日高町、由良町、印南町、みなべ町、日高川町、白浜町、上富田町、すさみ町、那智勝浦町、太地町、古座川町、北山村、串本町） |
| 岡山県   | 岡山市、倉敷市、玉野市、笠岡市、井原市、総社市、備前市、瀬戸内市、赤磐市、浅口市、和気町、早島町、里庄町、矢掛町 |
| 広島県   | 広島市、呉市、竹原市、三原市、尾道市、福山市、府中市、大竹市、東広島市、廿日市市、安芸高田市、江田島市、府中町、海田町、熊野町、坂町、大崎上島町 |
| 山口県   | 下関市、宇部市、山口市、防府市、下松市、岩国市、光市、柳井市、周南市、山陽小野田市、周防大島町、和木町、上関町、田布施町、平生町 |
| 徳島県   | 全域（徳島市、鳴門市、小松島市、阿南市、吉野川市、阿波市、美馬市、三好市、勝浦町、上勝町、佐那河内村、石井町、神山町、那賀町、牟岐町、美波町、海陽町、松茂町、北島町、藍住町、板野町、上板町、つるぎ町、東みよし町） |
| 香川県   | 全域（高松市、丸亀市、坂出市、善通寺市、観音寺市、さぬき市、東かがわ市、三豊市、土庄町、小豆島町、三木町、直島町、宇多津町、綾川町、琴平町、多度津町、まんのう町） |
| 愛媛県   | 全域（松山市、今治市、宇和島市、八幡浜市、新居浜市、西条市、大洲市、伊予市、四国中央市、西予市、東温市、上島町、久万高原町、松前町、砥部町、内子町、伊方町、松野町、鬼北町、愛南町） |
| 高知県   | 全域（高知市、室戸市、安芸市、南国市、土佐市、須崎市、宿毛市、土佐清水市、四万十市、香南市、香美市、東洋町、奈半利町、田野町、安田町、北川村、馬路村、芸西村、本山町、大豊町、土佐町、大川村、いの町、仁淀川町、中土佐町、佐川町、越知町、梼原町、日高村、津野町、四万十町、大月町、三原村、黒潮町） |
| 福岡県   | 北九州市、行橋市、豊前市、苅田町、吉富町、築上町 |
| 熊本県   | 宇城市、阿蘇市、天草市、高森町、山都町、多良木町、湯前町、水上村、あさぎり町、苓北町 |
| 大分県   | 大分市、別府市、中津市、佐伯市、臼杵市、津久見市、竹田市、豊後高田市、杵築市、宇佐市、豊後大野市、由布市、国東市、姫島村、日出町、九重町 |
| 宮崎県   | 全域（宮崎市、都城市、延岡市、日南市、小林市、日向市、串間市、西都市、えびの市、三股町、高原町、国富町、綾町、高鍋町、新富町、西米良村、木城町、川南町、都農町、門川町、諸塚村、椎葉村、美郷町、高千穂町、日之影町、五ヶ瀬町） |
| 鹿児島県 | 鹿児島市、鹿屋市、枕崎市、阿久根市、指宿市、西之表市、垂水市、薩摩川内市、日置市、曽於市、霧島市、いちき串木野市、南さつま市、志布志市、奄美市、南九州市、伊佐市、姶良市、三島村、十島村、さつま町、長島町、湧水町、大崎町、東串良町、錦江町、南大隅町、肝付町、中種子町、南種子町、屋久島町、大和村、宇検村、瀬戸内町、龍郷町、喜界町、徳之島町、天城町、伊仙町、和泊町、知名町、与論町                                                                                 |
| 沖縄県   | 名護市、糸満市、豊見城市、うるま市、宮古島市、南城市、国頭村、東村、与那原町、渡嘉敷村、座間味村、南大東村、北大東村、伊平屋村、八重瀬町、多良間村 |

### 南海トラフ地震津波避難対策特別強化地域
巨大地震警戒発表時に事前避難の検討が必要な自治体として、南海トラフ地震津波避難対策特別強化地域（特別強化地域）が指定されている。特別強化地域は、南海トラフ特措法第10条により「推進地域のうち、南海トラフ地震に伴い津波が発生した場合に特に著しい津波災害が生ずるおそれがあるため、津波避難対策を特別に強化すべき地域」として定義されており、
- 津波により30 cm以上の浸水が地震発生から30分以内に生じる地域
- 特別強化地域の候補市町村に挟まれた沿岸市町村
- 同一府県内の津波避難対策の一体性の確保

といった基準のほか、浸水深や浸水面積など、地域ごとの津波避難の困難性を考慮し指定されている。先述の通り、実際の事前避難対象地域は「高齢者等事前避難対象地域」「住民事前避難対象地域」として、特別強化地域に該当する各自治体が町丁目単位で事前に指定する。
特別強化地域は、以下の14都県の139市町村である。
| 都道府県 | 市町村 |
| -------- | --- |
| 千葉県   | 館山市、南房総市、鋸南町 |
| 東京都   | 大島町、利島村、新島村、神津島村、三宅村、御蔵島村、八丈町、青ヶ島村 |
| 神奈川県 | 横須賀市、平塚市、鎌倉市、藤沢市、小田原市、茅ヶ崎市、逗子市、三浦市、葉山町、大磯町、二宮町、真鶴町、湯河原町                                                                   |
| 静岡県   | 静岡市、浜松市、沼津市、熱海市、伊東市、富士市、磐田市、焼津市、掛川市、袋井市、下田市、湖西市、伊豆市、御前崎市、牧之原市、東伊豆町、河津町、南伊豆町、松崎町、西伊豆町、吉田町 |
| 愛知県   | 豊橋市、田原市、南知多町 |
| 三重県   | 津市、四日市市、伊勢市、松阪市、鈴鹿市、尾鷲市、鳥羽市、熊野市、志摩市、川越町、明和町、大紀町、南伊勢町、紀北町、御浜町、紀宝町                                                 |
| 兵庫県   | 洲本市、南あわじ市 |
| 和歌山県 | 和歌山市、海南市、有田市、御坊市、田辺市、新宮市、湯浅町、広川町、美浜町、日高町、由良町、印南町、みなべ町、白浜町、すさみ町、那智勝浦町、太地町、古座川町、串本町               |
| 徳島県   | 徳島市、鳴門市、小松島市、阿南市、牟岐町、美波町、海陽町、松茂町 |
| 愛媛県   | 宇和島市、八幡浜市、西予市、伊方町、愛南町 |
| 高知県   | 高知市、室戸市、安芸市、南国市、土佐市、須崎市、宿毛市、土佐清水市、四万十市、香南市、東洋町、奈半利町、田野町、安田町、芸西村、中土佐町、四万十町、大月町、黒潮町               |
| 大分県   | 大分市、佐伯市、臼杵市、津久見市 |
| 宮崎県   | 宮崎市、延岡市、日南市、日向市、串間市、高鍋町、新富町、川南町、都農町、門川町                                                                                                   |
| 鹿児島県 | 西之表市、志布志市、大崎町、東串良町、南大隅町、肝付町、中種子町、南種子町 |

## 発表状況
南海トラフ地震に関連する情報のうち南海トラフ沿いの地震に関する評価検討会の定例会合における調査結果を発表する「南海トラフ地震関連解説情報（定例）」および「南海トラフ地震関連解説情報」を除いた、「南海トラフ地震に関連する情報（臨時）」および「南海トラフ地震臨時情報」が発表された事例は以下の通り。また、「南海トラフ地震関連解説情報」のうち巨大地震警戒・注意発表後に特別な防災対応の呼びかけを終了する旨を発表したものについて、状態を括弧付きで示した。
| 回数 | 発表日                | 状態         | 発表要因 | 発表要因              | 発表要因 | 発表要因 | 発表要因    | 備考         |
| 回数 | 発表日                | 状態         | 種別     | 発生日時              | 震源     | 深さ     | 規模        | 備考         |
| ---- | --------------------- | ------------ | -------- | --------------------- | -------- | -------- | ----------- | ------------ |
| 1    | 2024年8月8日17時0分   | 調査中       | 地震     | 2024年8月8日16時43分  | 日向灘   | 31km     | Mj7.1 Mw7.0 | 初の発表事例 |
| 1    | 2024年8月8日19時15分  | 巨大地震注意 | 地震     | 2024年8月8日16時43分  | 日向灘   | 31km     | Mj7.1 Mw7.0 | 初の発表事例 |
| 1    | 2024年8月15日17時0分  | （終了）     | 地震     | 2024年8月8日16時43分  | 日向灘   | 31km     | Mj7.1 Mw7.0 | 初の発表事例 |
| 2    | 2025年1月13日21時55分 | 調査中       | 地震     | 2025年1月13日21時19分 | 日向灘   | 36km     | Mj6.6 Mw6.7 |              |
| 2    | 2025年1月13日23時45分 | 調査終了     | 地震     | 2025年1月13日21時19分 | 日向灘   | 36km     | Mj6.6 Mw6.7 |              |

## 現状と課題
2022年1月から2月にかけて、NHKが津波避難対策特別強化地域となっている139の自治体に対して行ったアンケートによると、すでに事前避難対象地域の指定が済んでいる、または検討の結果指定の必要がないと判断した自治体は9割であり、残りの自治体についても大半が2022年度中に指定を終えるとした。避難対象となる住民は現時点で70自治体の46万3650人である。一方で、事前避難を呼びかけた場合に対象者全員を受け入れられる避難所を確保できると答えた自治体は54%にとどまっている。
全域が推進地域に指定されている静岡県が2022年3月に公表した県民意識調査の中で、南海トラフ地震臨時情報を「知っている」と答えたのは3割未満であった。同年、同じく全域が推進地域に指定されている高知県の県民意識調査でも、「知っている」と回答したのは2割にとどまり、前回2018年の調査時よりも低下した。また前述のNHKのアンケートで、南海トラフ地震臨時情報の内容が住民に十分浸透したと答えた自治体は25%に満たず、8割の自治体が実際の発表・運用にあたって「情報が浸透していないことによる混乱」についての懸念や不安があると回答している。
2024年8月に初めて臨時情報が発表された際に、東京大学総合防災情報研究センターの研究チームが行ったアンケート調査によると、臨時情報の受け止めについて「空振りしても構わないので情報を公表してほしい」と回答した人が41%、「命にかかわる情報なので、どんな情報も提供してほしい」が32%と、比較的好意的な受け止めであった。また臨時情報を知って地震が起こると思ったかどうかの設問では、7割以上が起こると認識していた。これについて研究チームの関谷直也は、情報の内容が分かりにくいということ、また予知情報ではないことの周知という点で課題があるとした。
2024年8月の臨時情報ではこの発表を受けて、予定されていたイベントの開催見合わせや鉄道の運行を取り止めるなどの影響が発生した。これを踏まえて、2025年8月に内閣府が改定したガイドラインでは注意情報発表時は交通機関の運行・利用制限は求めないと共にイベントや海水浴についても適切な防災対策を講じた上でできる限り継続することを求めるなど、社会経済活動になるべく影響が出ないようにした。